# Саами
Саа́ми (саа́мі, лапла́ндці; самоназва — са́мі; застаріла назва — лопарі́; півн.-саам. sámit, фін. saamelaiset, нюн. samar, швед. samer, рос. саамы) — фіно-угорський народ у Північній Європі.

## Етноніми
У саамів є багато етнонімів, ще більше гіпотез, версій і навіть спекуляцій щодо етимології цих етнонімів.
Самоназвою народу є са́мі, саа́мі (sami), що, згідно з деякими версіями, сходить до балтійського слова *ẑeme («земля»),, спорідненого з прасл. *zemja («земля»). Питання про спільне/окреме походження етноніму «самі» та самоназви сучасних фінів суомі лишається нез'ясованим.
Поширена застаріла назва саамів — лапландці, насправді дещо ширша за змістом, адже в цілому означає мешканців області Лапландія. Її розповсюдження в Європі пов'язують з вікінгами, які на початку 2-го тис. н. е. перебували у районі Ладозького озера, і від яких, імовірно, ця назва (lapp) з'являється у шведській мові в XII столітті — одним з перших письмових джерел, яке фіксує назву lapp, є «Описання північних народів» Маґнуса Олауса (Olaus Magnus, 1555 рік). Дослідники традиційно етимологію назви lapp зводять до фінського (є і в інших найближчих споріднених мовах) слова lappalainen, яким фіни називали не лише саамів, а й усіх диких лісових жителів, дикунів.
Саме ця назва, дещо змінена, з XIII століття трапляється в руських літописах для найменування саамів — лопь. Пізніше вона прибирає форми лопарі́ — екзонім саамів (зокрема, східних), поширений в українській мові, в тому числі і в науковій літературі, за посередництва російської.
Остаточно не доведено, але, імовірно, першим екзонімом саамів є фінни (finn) — саме так називається народ, за описами, що даються в деяких хроніках раннього Середньовіччя, близький, на думку вчених, до саамів. Крім того, в сучасних Швеції та Норвегії прізвиська саамів лапландець (лапп) та фінн і досі є тотожними, причому лапп носить більш зневажливий відтінок. А скажімо, жителі Північної Норвегії власне фінів називають квенами (kvæn, kven), причому наявні теорії походження цієї назви радше пов'язують її з фінським kainu(u) ніж finn.

## Територія проживання і чисельність

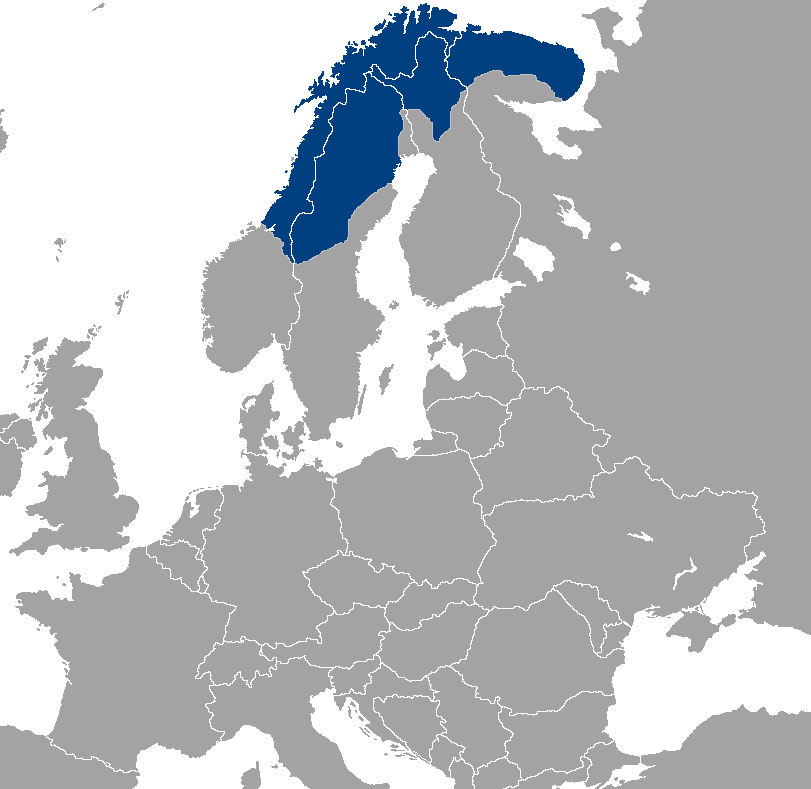
Територія проживання саамів.

Саами проживають в історичній області Лапландія (саамською Сапмі Sápmi, східні саами називають свою землю Саамієдна). Лапландія займає величезну територію 1500—2000 км завдовжки і 200—400 км завширшки (загальна площа — близько 400 тис. км²) і охоплює сучасні північні землі Норвегії, Швеції, Фінляндії та північно-західні території Російської Федерації, зокрема Кольський півострів (Мурманська область) і частково Карелію.
Чисельність лопарів (лапландців) складає за оцінкою близько 80—90 тис. осіб, із них від половини до 2/3 є саамами, що розмовляють рідною мовою. Отож чисельність представників саамського етносу складає ніяк не менше 55 тис. осіб, що підтверджують і естонські дослідники Лембіт Ваба (Lembit Vaba) і Юрі Віікберґ (Jüri Viikberg), наводячи щоправда дані лише 1970 року.
На цей час саами у всіх країнах проживання є національними меншинами.
Чисельність саамів у Росії — 1771 особа (згідно з даними перепису населення 2010 року), з яких більшість (близько 9/10) мешкає у Мурманській області.
В Україні, згідно з даними перепису населення 2001 року, проживало 136 представників саамського народу (за переписом, саамі), з яких як рідну мову вказали саамську лише 3 особи, тоді як українську — 20 осіб (близько 15 %), решта — переважно російську.

## Антропологічні риси, мови, субетноси і релігія
З погляду антропології саами мають риси, які різнять їх від решти фіно-угрів. Основою антропологічного типу саамів є так званий лапоноїдний тип великої європеоїдної раси.
Саамська мова, точніше саамські мови належать до фіно-угорських мов уральської мовної родини. Проте лінгвісти резонно відмічають умовність такої класифікації, адже до третини саамської лексики є мовним субстратом, що не знаходить відповідників у решті фіно-угорських мов (тому деякі вчені виокремлюють саамські мови в окрему, третю за ліком після угро-фінської та самодійської, групу мов уральської мовної родини)..
Дивіться основну статтю: Саамські мови
Праоснова сучасних саамських мов припинила існування багато століть тому, і станом на початок 2000-х нараховувалось дев'ять-десять живих саамських мов (діалектів), що мають спільний ISO 639-2 код smi.

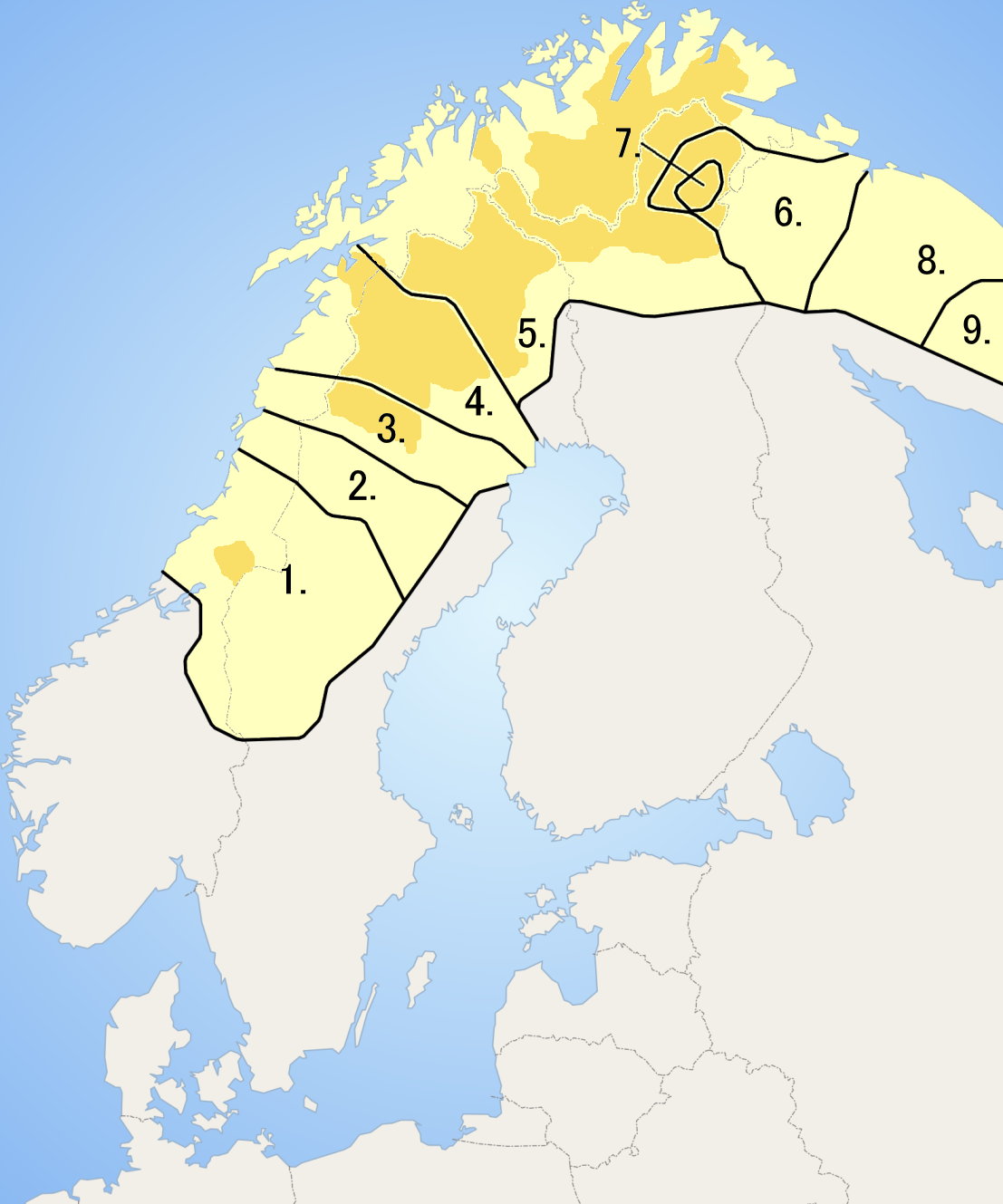
Субетнічні мовні групи саамів: 1. Південні; 2. Уме; 3. Піте; 4. Лулє; 5. Північні; 6. Скольти; 7. Інарі; 8. Кілдинські; 9. Тер
- Темним помічені райони, де саамські мови мають офіційний статус

Зазвичай саамські діалекти поділяють на західні (Норвегія, Швеція, частково Фінляндія) та східні (північно-східна Фінляндія, Росія), між носіями яких взаєморозуміння значно утруднене. Шість саамських народностей мають мови, в яких є свої літературні норми:
- північні саами (Норвегія, Швеція, Фінляндія, оціночно — до 3/4 усіх саамів) — ISO 639-1/ISO 639-2: se/sme
- саами лулє (Норвегія, Швеція) — ISO 639-2: smj
- південні саами (Норвегія, Швеція) — ISO 639-2: sma
- саами інарі (місцевість Інарі, Фінляндія) — SIL code: LPI, ISO 639-2: smn
- саами-скольти або скольтські саами (Фінляндія, Росія, у минулому також Норвегія) — SIL code: LPK, ISO 639-2: sms
- кілдинські саами (Кольський півострів, Росія) — SIL code: LPD

Решту саамських діалектів вважають або зниклими (кемі, аккала), або такими, що під загрозою зникнення: тер, піте, уме.
Писемність саамської мови — на основі латинки у західних саамів і кирилиці у російських лопарів. Біблію саамською мовою перекладено 1811 року.
Субетнічне членування саамів здебільшого відповідає діалектному, проте в Росії був прийнятий територіальний поділ саамів — залежно від місця проживання, назви погосту, самі́ саами називалися погостними людьми (лопарями). Чисельність саамських погостів постійно зростала — від 15 на початку XVII століття до 17 наприкінці XVIII століття в Архангельській губернії.
У сучасній Росії саами є малим корінним народом, водночас в інших країнах проживання саамським громадам гарантовані права на мовний і культурний розвиток. Так, у Фінляндії та Норвегії саамська мова навіть має офіційний статус (з 1992 року), у Швеції такий статус закріплено лише 1999 року.
У минулому саами мали власну релігію, де чільне місце посідав шаманізм, відголоски якого збереглися і дотепер. Номінально у країнах Північної Європи саамське населення за віросповіданням — лютерани, у Росії — православні християни. Християнізація саамів розпочалась у XV–XVI століттях. У наш час набирає обертів рух так званого неошаманізму, який радше є даниною моді, сакральні знання і вірування зберегли дотепер поодинокі знахарі у глухих саамських поселеннях на півночі Скандинавії.

## Історія

### Стародавність
Проблема етногенезу та ранньої етнічної історії саамів і досі вважається не розв'язаною. Найвірогіднішою є теорія, згідно з якою саами є нащадками прийшлого у Скандинавію в добу раннього неоліту фіно-угорського населення з півночі (за версіями — навіть з Уралу) археологічної культури комша. Ці процеси проникнення спільноти давніх фіно-угрів на землі сучасної Східної Карелії, Фінляндії та Прибалтики відбуваються з початків IV тисячоліття до н. е..
Імовірно, у 1500—1000-ні роки до н. е. від цієї спільноти виокремлюються протосаами. Формування саамської народності протягом наступних півтора тисячоліття (до середини 1-го тис. н. е.) було тривалим і складним процесом і полягало у змішанні багатьох етнічних компонентів, на що прямо вказують антропологічні, генетичні, лінгвістичні і культурні відмінності окремих груп сучасних саамів.
Якщо самі́ протосаами не лишили після себе щонайменших письмових пам'яток, з деяких джерел тієї епохи, можна видобути дотичну до них інформацію. Так, давньогрецький історик Піфей у 325 році до н. е., описуючи напівдикий народ фіннів (pinnai), що живе на далекій півночі, скоріш за все, має на увазі саамів. Так само Тацит у 98 році н. е. розповідає про саамів, називаючи їх фенніями (fenni):
«Феннії [саами] надзвичайно дикі і вкрай бідні; у них нема ані зброї, ані коней, ані домівок; їх їжа — то трава, одяг — шкури, а за постіль їм править сира земля. Увесь їх захист — то стріли, загострені за браком заліза, кісткою. Мисливством займаються і чоловіки, і жінки: на лови вони вирушають гуртом, і кожний має отримати свою частку здобичі. У їхніх дітей немає прихистку крім намету з жердин, де від непогоди переховуються і старий, і молодий. Та вони вважають себе щасливішими за тих, що ходять за плугом, знемагають, будуючи домівки, бояться втратити своє майно, але одержимі жагою наживи. Не боячись ані людської несправедливості, ні божеського гніву, вони змогли здобути найважче — їм геть не треба чогось бажати».
Впродовж 1-го тисячоліття н. е. саами мігрують все далі на північ, рятуючись від натиску карело-фінів, урешті-решт наприкінці тисячоліття вийшовши до узбережжя Північного Льодовитого океану, таким чином остаточно зайнявши території свого сучасного проживання.

### Середньовіччя
Принаймні з IX століття і протягом багатьох наступних століть саами платять виснажливі податі іноземним збирачам данини — конунгам, пізніше королям Норвегії, шведам, фінам, карелам, а з XI століття руським князям (перша згадка у давньоруських літописах про саамів, названих лопь датується 1000 роком). Сплата данини могутнім сусідам виявилась непосильним тягарем для саамів, нерідко по неї рушали відразу декілька збирачів від різних держав. У той же час тривав процес відбирання саамських земель — з заходу тиснули норвежці, зі сходу і півдня — шведи, фіни та русичі з Новгородської республіки, а згодом — з Московської держави.

Лапландський лижник, озброєний арбалетом, гравюра XVII ст.

Самі́ саами виробили своєрідну власну хронологію своєї середньовічної історії, поділену на так звані нагони (періоди іноземних загарбань):
- перший нагін (до 1240 року) — характеризується численними сутичками з норманами, першим прибалтійським хрестовим походом 1157 року.
- другий нагін (1240–1326 роки) — час постійних іноземних походів, по суті набігів — хрестоносців, шведів, Олександра Невського, а також спустошливих для саамів війн між Новгородською Республікою і Швецією, який власне і скінчився Ореховецьким мирним договором 1323 року, який вперше закріпив державні кордони між Новгородом і Швецією.

Наступні нагони — це уже існування саамів на землях, розділених кордонами. І хоча вони ще довго для саамів-кочівників, що переганяли свої оленячі стада з місця на місце, лишалися формальністю, відтоді можна говорити про історичний розвиток окремо саамів східних (російських) і саамів західних (скандинавських).
Для західних саамів період XIV–XVI століть був періодом постійного підсилення утисків, адже ще всередині XIV століття шведський король звільнив від оподаткування тих своїх підданих, які селилися у Лапландії, відтак тягар податей ліг на місцевих саамів — вони виявилися відданими на відкуп королівським васалам. Лише за короля Густава І Вази у середині XVI століття податки з саамів почали надходити безпосередньо до державної скарбниці. Але і надалі, наприклад у 2-й половині XVII століття за Карла XI підданих короля заохочуюють до переселення на північ у землі саамів.

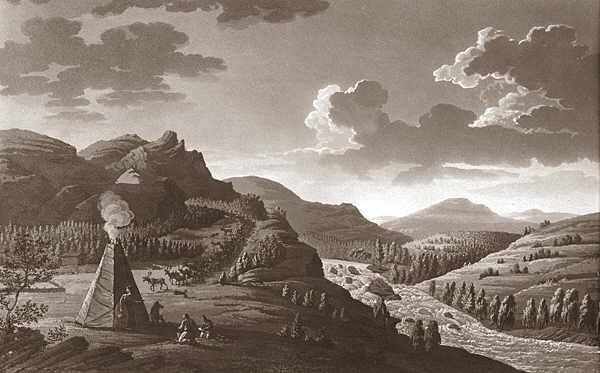
Скольтські саами, з книги Giuseppe Acerbi «Voyage pittoresque au Cap Nord» (1801–1802).

Право оподатковувати російських саамів-лопарів спершу перейшло від карелів до Новгорода Великого, а після його зруйнування 1478 року — до Московської держави. Саме наприкінці XV–XVI століть у зв'язку з посиленням централізації у новоствореній російській державі збільшується тиск на окраїнні провінції, в тому числі і саамські землі. Як і повсюди, тут будуються православні церкви і монастирі, за якими московські опричники закріплюють саамів — створюється так звана погостна система. На користь монастирів у саамів відбирають найкращі угіддя. У цей час відбувалися також окремі сутички зі шведами.
Культурний розвиток саамів цього періоду, з одного боку, позначений їхнім наверненням у нові релігії держав, у сфері впливу яких вони перебували (відповідно, серед лопарів насаджується православ'я, а серед західних саамів — лютеранство), а з іншого боку, саме для цієї мети створено саамську писемність, і вже 1619 року видано першу книгу саамською мовою (кишеньковий молитовник), згодом, 1633 року, виходить друком саамський катехизис. Хоча саме в цей час як серед кольських, так і скандинавських саамів посилюються асиміляційні процеси.

### Новий час
Початок XVII століття приніс нові спустошення на саамські землі внаслідок тривалої Північної війни 1700–1721 років, у результаті якої до кінця століття Російська імперія зайняла міцні позиції на Кольському півострові, а Мурман став один з найважливіших портів Північної Європи. З 1764 року саами стають т. зв. державними селянами, відтак вони не зазнали кріпосного права.

Гравюра Верньє «Лапонці», Париж, 1838

На початку XIX століття значення Кольського півострову для Росії знижується, основні сили імперії було кинуто на активізацію південного напрямку зовнішньої політики. Та вже в другій половині XIX століття посилюється колонізація північних територій: для убезпечення північних кордонів засновуються нові російські поселення, а з 1868 року росіянам-переселенцям дозволялась вільна підприємницька і торгова діяльність (від якої і потерпатимуть насамперед саами). Саамам же царська влада обіцяє сприяння за умов осілості. Ось як таку позицію обґрунтовує і обстоює російський етнограф XIX століття Н. Харузін:
«І вибивається лопарь з останніх сил… допоки не зарадять йому ззовні, не нададуть допомоги, не вкажуть шляхи, як звільнитися від тяжкої кабали, не спонукають вести правильніше свої мисливські і рибальські промисли, що уможливить зрештою відкинути напівкочовий, шкідливий для лопаря в усьому побут і перейти до повної осілості, бо вона і лише вона примусить відпочити [лопаря] від своїх вікових страждань».
Проте коли декілька саамських родин і справді погодились перейти до осілості, їхні намагання не були підтримані архангельським губернатором. Взагалі у цей час саами дуже потерпають як від владного свавілля, так і від шахрайства торговців і позикодавців. У саамському середовищі поширюються негативні соціальні явища — інфекційні хвороби, алкоголізм, корупція (підкупи). Винародовлення східних саамів змушує царську владу запросити у 1878 році з Печори на Мурман оленярів комі-іжемців, які надалі матимуть значний вплив на російських саамів.

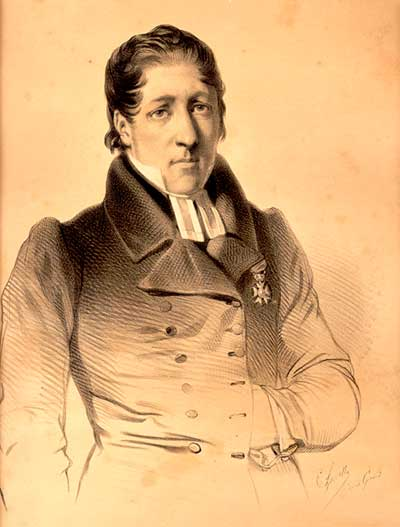
Ларс Л. Лєстаднус.

У західних саамів Швеції і Норвегії протягом XVIII–XIX століть загрозливої сили набирають асиміляційні явища. Так, з середини XVIII століття нового розмаху набув рух фінських і шведських переселенців, який давив на суспільні устої саамів, вів до їхнього зубожіння. Після укладення шведсько-норвезької унії 1814 року в обох країнах проводиться політика, спрямована відповідно на шведизацію і норвегізацію саамів.
Починаючи з 1840-х років, серед саамів набуває популярності рух за чистоту норвезького священика Ларса Лєстаднуса (Lars Levi Laestadius, 1800–1861), в якого само́го саамські корені і на якого, за переказами, мала вплив саамська жінка. Цей пуританський рух ще й дотепер має прибічників у провінційних районах скандинавських країн.
На жаль, мирний по суті протестний рух, що виражався у вимогах триматися традицій і звичаїв, обмежити визиски позичальників і торговців спиртним, мав для саамів криваві наслідки — у 1852 році група саамів у норвезькому містечку Каутокенно вбили шинкаря і підпалили сам шинок, дім священика і поліційний відділок. Цей стихійний спротив став чи не єдиним за усю новітню історію саамів протестним виступом. Бунт жорстоко придушили, двох заколотників стратили, ще семеро померли в ув'язненні.

### Між світовими війнами
На початку XX століття лише в Швеції національне гноблення саамів не було державницькою політикою.
У Норвегії, яка набула незалежності 1905 року, діяла низка правових норм, що обмежували у правах ненорвезьке, в тому числі і саамське, населення. Це стосувалося майнових, мовно-культурних і освітніх прав. Так, купувати нерухомість у Норвегії дозволялося лише тим, хто мав норвезькі імена і володів норвезькою мовою. Одночасно з цим організовуються саамські спілки взаємодопомоги і перші політичні організації саамів, що виступали проти дискримінаційного земельного законодавства і політики норвегізації.
Внаслідок війни 1914—1918 років на території фінської Карелії, одним з наслідків якої було проголошення незалежності Фінляндії 1917 року, значно потерпіло саамське господарство.
Ще в XX столітті були спроби змусити саамів позбутися своєї мови та культури. Школи карали учнів за те, що вони говорили саамськими мовами, а дітей відокремлювали від сімей до гуртожитків. На жаль, расизм і дискримінаційне ставлення того часу усе ще помітні в фінському суспільстві.
У СРСР місцевих саамів намагаються схилити до осілості, приписуючи до сільрад, а з 1924 року масово включають у новостворювані колгоспи. Як і повсюди у радянській країні на початку 20-х років XX століття, на селі борються з проявами контри і куркульства. Саами, що часто-густо мали родичів у фінській Лапландії і володіли оленячими стадами і землями під пашу́, були вразливою мішенню для такої боротьби. Як наслідок, з 1929 року на саамських землях здійснювалася колективізація оленярських і риболовецьких господарств. Відтак, зимові пасовиська в саамів були відібрані, а оленячі стада «приписані» до оленярських колгоспів. Зазнала утисків і культурна сфера саамів у СРСР — у 1937 році було заборонено вживати латинську абетку для саамської мови. У результаті спланованої політики саами в СРСР зазнали значного зросійщення.
Одна з локальних війн Другої світової війни (на її початку) — Радянсько-фінська війна 1939–1940 років вкотре спричинилася до спустошень у регіоні і до чергової зміни кордонів (на користь СРСР), але і надалі в ході Другої світової Кольський півострів лишався ареною бойових дій, наносячи шкоду життю мирних саамів. Ще до закінчення війни і до того, як залізна завіса накрила СРСР та його сателітів, більшість православних саамів (скольтські саами) переселилися до Фінляндії, не бажаючи ставати підданими Країни Рад.

### Новітній час
У післявоєнний час радянські саами потерпають від посилення політики зросійщення. Через порушення традиційного побуту й засилля алкоголю найбільшими бідами саамів СРСР стають безробіття та пияцтво. До всього додаються екологічні проблеми — внаслідок розташування у регіоні значних об'єктів видобувної і металургійної промисловості. Навряд чи змогли стати на заваді викоріненню саамів у Росії відновлення на кириличній основі саамської абетки у 1980-і роки і декілька годин уроків рідної мови для саамських дітей у початковій школі. За даними перепису 2002 року саами Росії складають лише 3-4 % усіх саамів світу, а завдяки радянському минулому в Україні сьогодні проживає понад 100 осіб саамської національності.
У країнах Скандинавії після Другої світової війни, навпаки, саами переживають період розвитку і становлення національного руху, зростання етнічної самосвідомості. Так, у 1950–1951 роки створено єдину літературну норму саамської мови, з 1953 року організовуються і проводяться численні наукові конференції і симпозіуми, присвячені саамській тематиці. Навчання саамських дітей у початкових школах провадиться саамською мовою, а в 1974 році створено перший саамський ВНЗ — Саамський інститут. Саамською видаються періодика і книги, ведеться радіо- і телемовлення.
Крім розвитку культури і освіти, реалізуються і політичні права саамських меншин у Норвегії, Швеції та Фінляндії. У всіх вказаних країнах діють саамські народні збори (парламенти). У 1980–1990-і роки ухвалені правові акти щодо саамів у національних законодавствах, а в Норвегії права саамської меншини закріплені окремо навіть на конституційному рівні.
Нарешті, за саамською мовою у районах компактного проживання саамів на рівні муніціпій (місцевого і міського самоврядування) закріплений статус офіційної.

Саамський національний прапор.

У 1956 році для координації зусиль усіх саамів, розділених державними кордонами, створено єдиний осередок — Саамську Раду, яка складається з 15 членів, і до якої у 1992 році вперше долучилися представники російських саамів. З 1976 року саами беруть участь у роботі Всесвітньої ради корінних народів. У 1986 році саамська конференція затвердила саамський національний прапор і гімн та загальні правила їх використання. А в 1992 році саамська конференція ухвалила рішення про святкування щорічного Міжнародного дня саамів.
Наприкінці XX—на початку XXI століття саами відіграють значну роль у культурному і політичному житті Фінляндії, Норвегії та Швеції. Діють численні саамські спілки і товариства, як національно-культурні, так і політичні. У всіх вище названих країнах Скандинавії є спеціальні відомства з саамських справ, окремі саами є членами урядів, як у Норвегії; діють національні саамські парламенти тощо. А 16 листопада 2005 року в Гельсінкі групою фахівців на чолі з кол. головою юстиції Верховного Суду Норвегії проф. Карстеном Смітом (Carsten Smith) підписано протокол про наміри щодо Нордичної Саамської конвенції (Nordic Sami Convention), яка пропонує проведення постійних, на щорічній основі, зустрічей міністрів, відповідальних за справи саамів Фінляндії, Норвегії та Швеції і президентів саамських парламентів. Конвенція визнає́ саамів корінним народом, що живе у порубіжжі всіх трьох держав. Також у ній пропонується до виконання набір мінімальних стандартів і прав з розвитку мови, культури, традиційного господарства (оленярства) і суспільства саамської меншини. У наш час[коли?] Конвенцію поки що не ратифіковано.

## Господарство і соціальна організація

### Традиційні заняття
Основними заняттями різних груп саамів, залежно від території проживання, були мисливство і рибальство, а з XVII століття у північних (т. зв. гірських) саамів — оленярство, яке стає для них основною справою. Аж до кінця XIX—початку XX століть саами вели напівкочовий спосіб життя, здійснювали незначні за відстанню сезонні переходи.

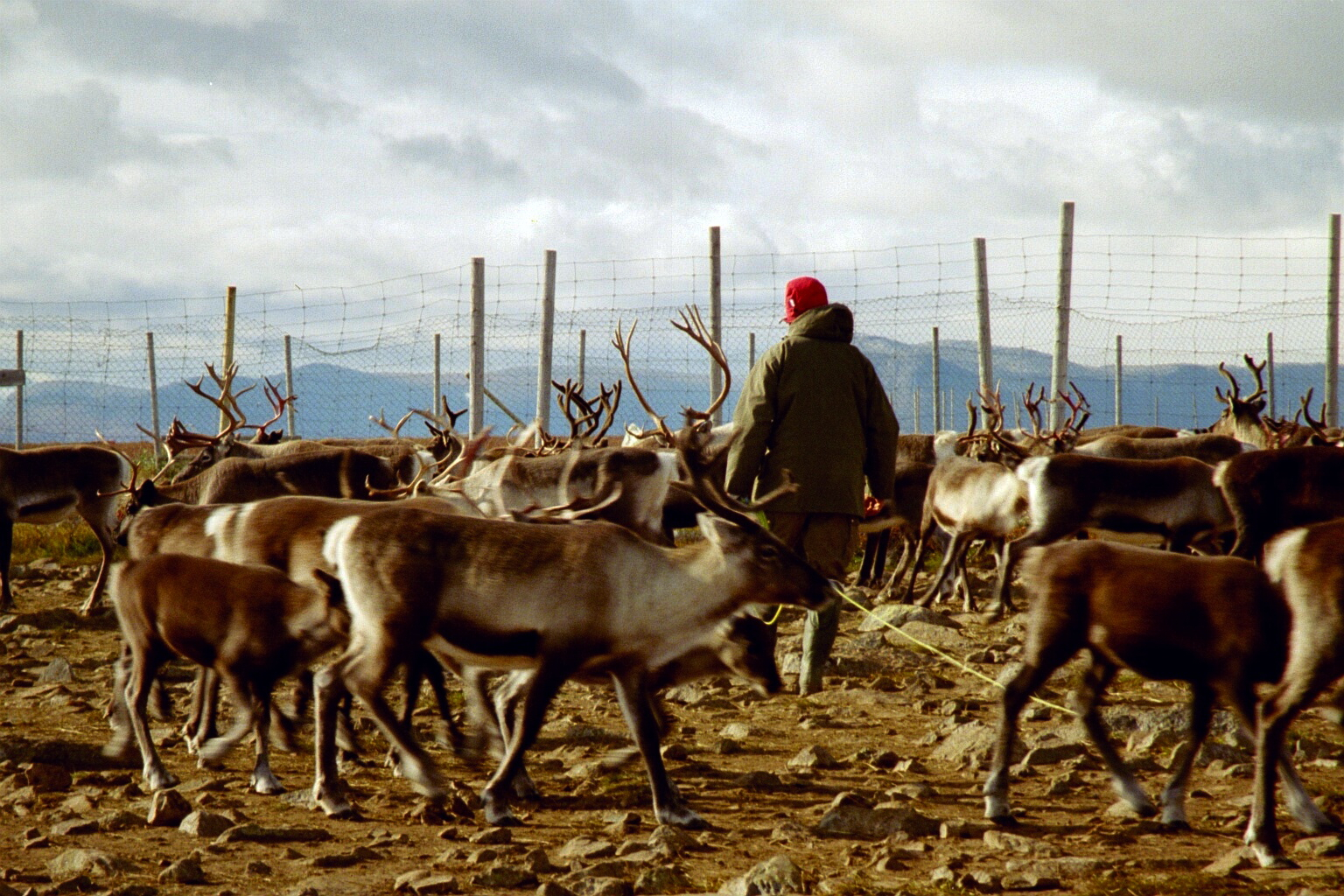
Саам-оленяр зі своїми оленями, Швеція, 2005 рік.

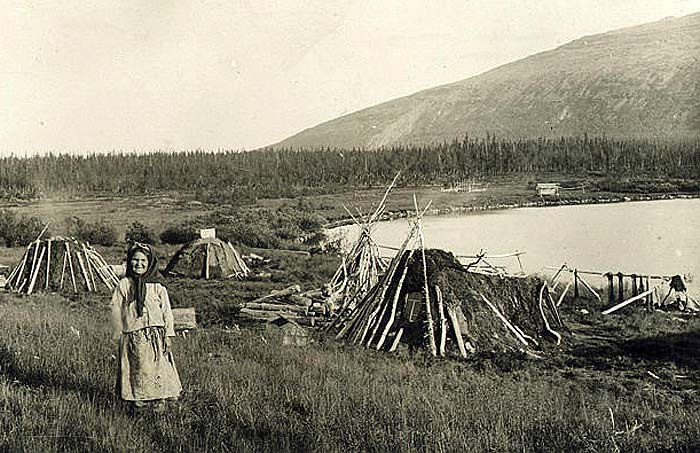
Саамська жінка біля промислових будівель рибалок, Росія, 1920-ті рр. Фонди РЕМ

Особливістю оленярства північних саамів був вільний випас на пасовищах тварин улітку (взимку також особливих заготівель кормів саами не робили). Розмір оленевого стада сягав від декількох до сотень голів, зазвичай — пару десятків північних оленів. Через вільний випас саамських оленів, частими були конфлікти через них, в тому числі і з іноземцями.
Традиційне господарство саамів на морських узбережжях (т. зв. морських саамів), надто у Норвегії, засновано на промисловому вилові сьомги влітку та восени і тріски навесні. На узбережжі також займалися морським мисливством на (моржів, тюленів, нерп тощо).
У внутрішніх районах Лапландії (Швеція, Фінляндія) основними заняттями річкових саамів були річкове рибальство і мисливство. Полювали саами як велику (лось, вовк, песець), так і дрібну — хутрові звірі (вивірка, видра, куниця) і птахи (глушець, біла куріпка) — здобич. Аж до XIX століття саами ловили диких оленів.
Саами Кольського півострова Росії у господарській діяльності поєднували оленярство з рибальством і мисливським промислом. У веденні господарства російські саами запозичили чимало рис від сусідніх комі-іжемців та ненців, зокрема тип нартів з копилами та упряж.
Сучасні скандинавські саами зайняті як у промисловому рибальстві, так і галузях сільського господарства — традиційному оленярстві (його питома вага знижується) та нетрадиційному домашньому тваринництві. Оленярство лишається важливим аспектом життя і культури саамів. Зараз у Норвегії в оленярстві зайняті 2,8 тис. осіб. Деяка частка саамів задіяна у зростаючому туризмі, в тому числі і екологічному. Серед скандинавських саамів багато містян, зокрема і мешканців великих міст (Тронгейм, Осло тощо). Російські саами від початку 1990-х років часто здають у оренду промислові ділянки заїжджим бізнесменам.
У саамів розвинуті ремесла — орнаментування хутряного одягу, різьблення на дереві та кістці. У наш час предмети саамського народного образотворчого мистецтва є як гарними сувенірами, так часто мають і цілком утилітарне значення.

### Соціальний устрій і шлюбні відносини

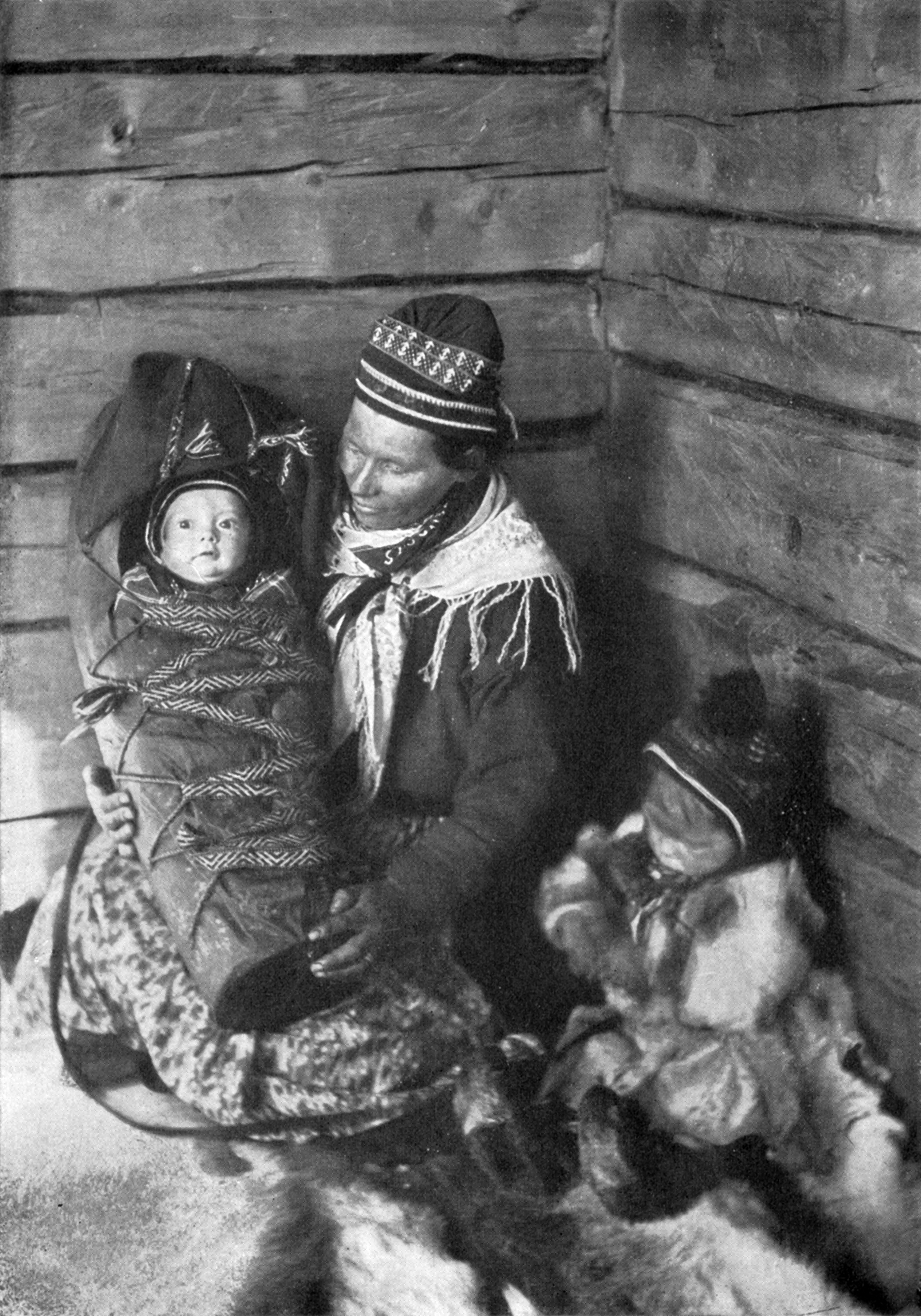
Саамська мати, поч. XX ст., Скандинавія

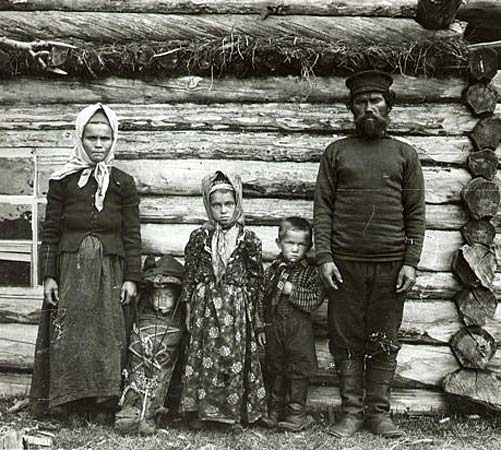
Родина саамів, 1920-ті рр., Росія

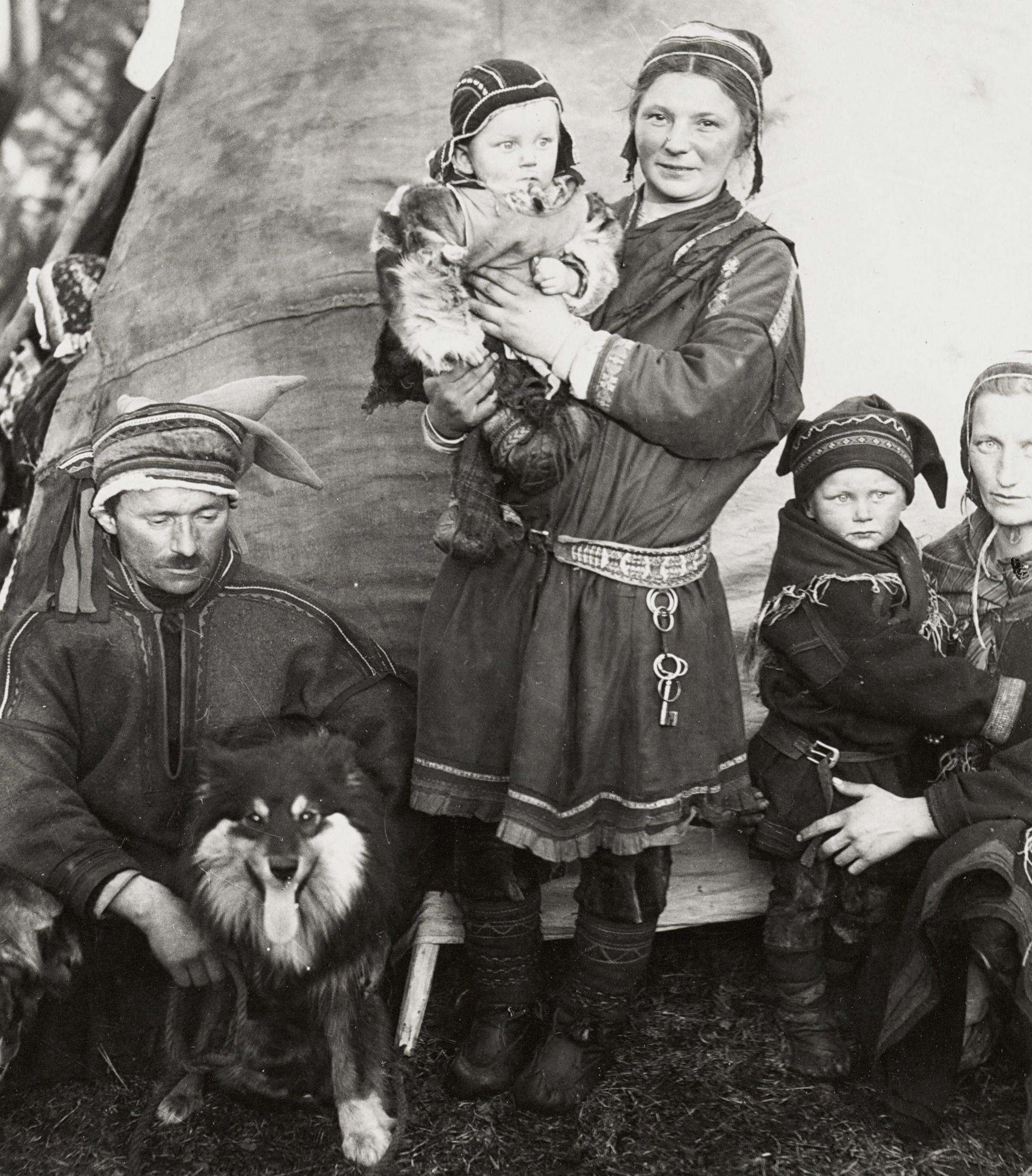
Саамська родина з Фінляндії, 1936

Основою соціальної та економічної організації саамів здавна була територіальна община сийт (або сіїда, siida — назва скандинавських саамів), яка складалася з окремих родин.
Сийт займав певну територію, в тому числі і промислові угіддя спільного використання усіх його членів. Члени сийту здійснювали гуртом господарську діяльність, якій притаманні взаємодопомога і взаємовиручка. Господарські та адміністративні питання, що стосувалися усього сийту, було прийнято вирішувати на загальних сходах голів родин сийту. Кількість членів сийту нараховувала від 70 до 300 осіб. Кожний сийт відправляв окремо релігійні культи. Родова організація в саамів не зафіксована.
Община контролювала також і шлюбно-родинні стосунки між його членами. У XIX столітті у саамів переважала мала́ сім'я. До кінця XIX століття саами трималися мононаціональних шлюбів, причому вони були доволі локально замкненими — більше половини їх укладалося в межах одного погосту, решта — з мешканцями сусідніх. Внаслідок цього поширення набули кроскузенні шлюби та інші різновиди шлюбів, коли відразу декілька родичів з однієї родини одружувалися на родичах іншої родини (наприклад, брати або сестри однієї сім'ї ставали чоловіками або жінками сестер або братів іншої сім'ї).
На зламі XIX—ХХ століть шлюбний вік у дівчат наставав при досягненні 17-20 років, а юнаків — 21-25 років (що є характерним для північних народів). Думка дівчини у виборі шлюбного партнера зазвичай до уваги не бралася.
У саамському суспільстві існував розподіл праці за статтю і віком. Чоловіки займалися промислами та перевезенням, тоді як на жінок покладалися обов'язки з ведення домашнього господарства і виховання дітей, та інколи і вони, разом з юнаками, допомагали чоловікам у рибальстві і ловах невеликої здобичі (наприклад, у полюванні на куріпок).

## Матеріальна культура

### Традиційні поселення і житла
Саами — здавна напівкочовий народ. Аж до початку ХХ століття вони не знали осілості: весь час невеликими групами (західні саами) або й цілими общинами (східні саами) пересувалися з місця на місце промисловими ділянками і лише в зимовий період (з грудня по квітень-травень) оселялись в погостах.

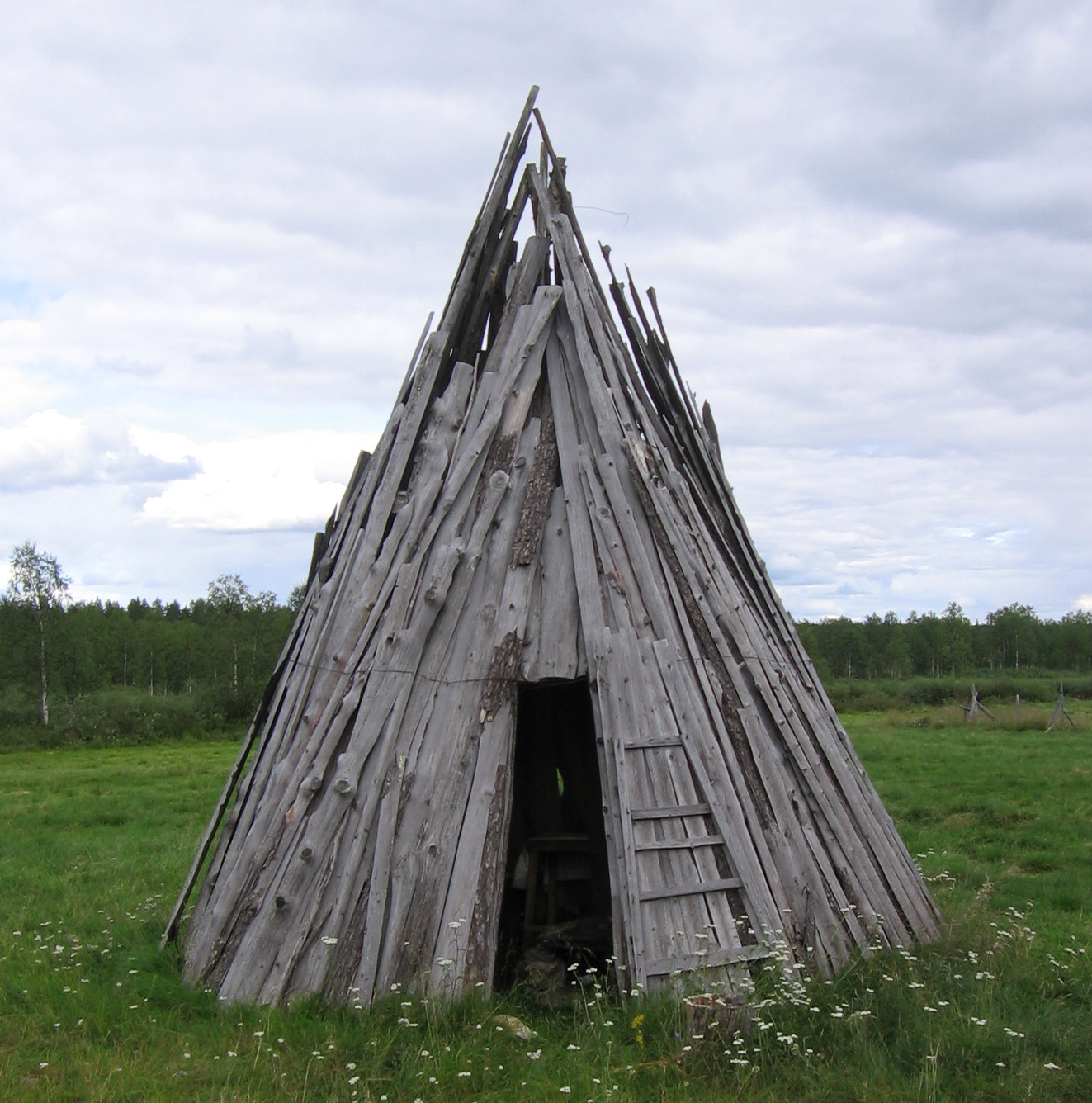
Саамське житло кота (вежа).

Зимові погости знаходилися у внутрішніх районах Кольського півострову, на пограниччі тундри й лісу, зазвичай на берегах водойм. Місце погосту обиралося, виходячи з наявності угідь-паші́ (ке́гори) для годівлі ягельом (лишайник, оленячий мох) оленів узимку. За 20-30 років, коли паша та мисливські угіддя виснажувалися, погост переносили в іншу місцевість.
Під час кочівлі за традиційне переносне житло саамам правив конусоподібний намет з жердин, влітку критий рядном, узимку — оленячими шкурами, який мав назву кува́кса, ко́вас (назва у східних саамів) або ла́вву (lávvu, назва західних саамів).
Інше традиційне саамське житло — вежа або кота (назва скандинавських саамів) — являло собою чотирьох- або шестигранну пірамідальну будівлю з колод заввишки 2,5 м й площею 3×3 м, криту дерном або берестом з комином, точніше отвором для виходу диму з вежі (реппень), нагорі. Долівка вежі вистилалася гілляччям, а згори — оленячими шкурами (за холодної погоди), посередині з каміння ладналося вогнище. Вхід зазвичай було обернуто на південь. Вежа могла мати спеціальний отвір липс (через нього заходив лише господар, вертаючись зі здобиччю з полювання), а також дірки над спальними місцями для вентиляції. Місце під вежу (коту) обиралося зазвичай на узгірку, обов'язково у сухому місці, і називалося кентище. В сучасних умовах у Скандинавії саами будують коти як господарське приміщення, переважно під літню кухню.
Зимовим житлом саамів був пирт, пи́рта або ту́па — зрубна однокамерна будівля заввишки близько 2 метрів і площею 12-13 м², з пласкою стріхою з дерену без або з одним-двома невеликими віконними отворами. Іноді тупа мала сіні. Біля вхідних дверей тупи (пирту) з каміння і обпаленої глини влаштовували вогнище камель. У такій хатині за примітивні меблі правили лавиці.

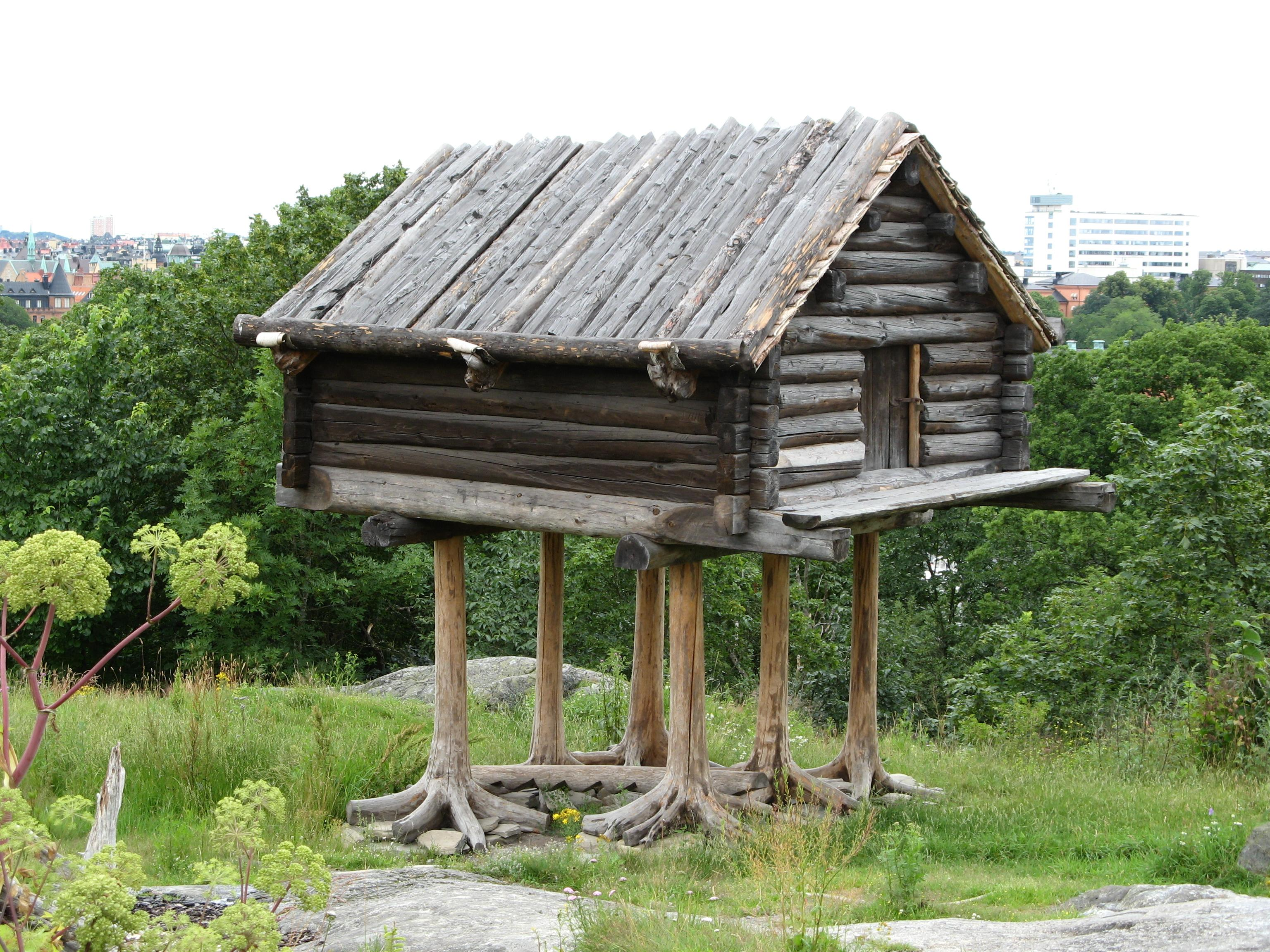
Саамська комора на палях, Скансен, Стокгольм, Швеція.

У хатині могли мешкати 1-2 родини. Напроти вхідних дверей знаходилось найбільш почесне, так зване чисте місце.
З господарських будівель у саамів відомі невеликі комори біля жител, які встановлювалися на високих стовпах, т. зв. амбарчики. У них зберігалися їстівні припаси і деякий реманент.
Саами тривалий час дотримувались традицій національного будівництва, але з часом західні саами починають селитися у скандинавських будинках, а східні у російських рублених хатах (зрубах) та ненецьких чумах. Зараз традиційне житло саамів є радше туристичною принадою. Деякі його зразки представлені у знаменитому музеї просто неба Скансені (Швеція).

### Транспортні засоби, зброя, інструменти, хатнє начиння
У зимову пору звичайним для саамів є використання лиж і саней. Лижі виконують роль засобу пересування, тоді як сани зазвичай застосовують для перевезення вантажів. Іноді декілька саней з вантажем зв'язували одне з одним у райду. До саней впрягають їздових собак. Як для пересування, так і для перевезення вантажів на оленях саами застосовують особливі типи в'ючного сідла (ташке) й вузди (іґна). Своєрідні саамські сани у вигляді човна — кережа. Саами також вправні човнярі. Саамські промислові човни називаються карбаса і шняка (поморське слово).

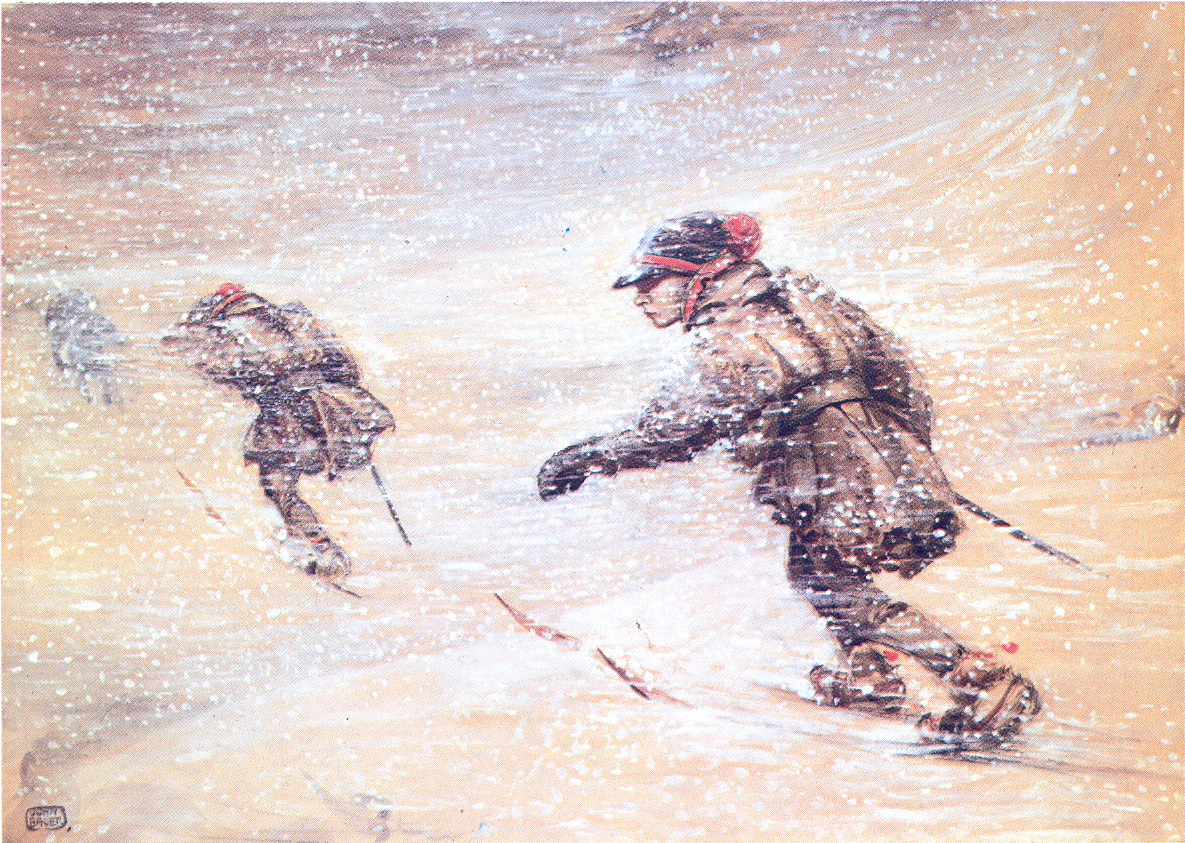
Лапландці у хуртовину, малюнок швед. худ.-ілюстратора Йона Бауера, 1904–1905.

До початку застосування рушниць саами полювали на дичину, в тому числі і на оленів, за допомогою луку та стріл. Також саами ловили оленів подобою аркана — мотузяною або ремінною петлею ванґас; на лісових звірів ставили пастки́ — кошик, з відкритою лядою за допомоги грузка́, яка зачиняється за найменшого торкання до принади (ку́лєма). Рибалили саами за допомогою снастей ярус. Плетіння рибацьких сітей, як раніше і рибальство, були суто жіночими справами. Плелися вони взимку, а розміри їхні іноді сягали 20 метрів завдовжки і 3 метра заввишки.
Саами добували вогонь за допомогою кресала. Шевські голки, гвіздки та інше господарське начиння, до того як отримали від скандинавів і росіян залізне, робили з кістки. Особливо цінними у господарстві вважалися сокира та різні ножі.
До традиційних оригінальних засобів зберігання і перенесення речей у саамів відносяться: кіса — торба, мішок з нерп'ячої шкури з кістяними застібками, зазвичай оторочений замшею (оленячою шкірою), корнічек — скриня з тонкого коріння, зазвичай сосни́, для зберігання жіночого начиння (шевські приладдя тощо) і звичний для угро-фінів туєс — циліндричний плетений з берести (лика) кошик. У туєсу зберігали й носили гриби та ягоди, а завдяки достатній щільності також і різні рідини (наприклад, молоко). Саамська родина мала великий казан, зазвичай мідний (іноді чавунний — втім металеві казани раніше були ознакою заможності родини; первісно казани були з берести), у якому готувалась їжа на всіх її членів. Решта посуду — дерев'яний (тарілки карре) і берестяний.
У саамській хатині робили полт — місце під зберігання посуду та припасів. Це була ділянка долівки, загороджена двома колодами, які також мали назву полт. Традиційна постіль саама — оленяча шкура. Якщо негода заскочила саама в дорозі або посеред тундри, він міг заночувати у спальному мішку, зштитому з оленячих шкур (рова). Нитки саамські жінки робили з сухожиль оленя.
У господарському начинні саамів та його назвах як ніде добре виявляються їхні зв'язки з сусідніми народами. Багато чого з побуту та господарської лексики саами, як перейняли, так і привнесли в життя інших фіно-угрів, скандинавів та росіян-поморів.

### Гігієна і народна медицина
У саамів була вироблена своєрідна система засобів гігієни. Наприклад, саами робили своє мило (сайпа), яке варили з оленячого (також тюленячого) жиру і луґу (отримували за допомогою кип'ятіння попелу). Передвісницею фінської бані-сауни (назва якої теж, за одним з припущень, походить від саамського слова suovdnji, що означає вириту в снігу яму) деякі спеціалісти схильні вважати оригінальний саамський винахід для миття, а саме — нагромадження розпаленого на вогні каміння, над яким робили подобу намету, щоб попаритися, цей же спосіб використовували найчастіше для лікування застуди.
Найбільшу роль у народній медицині саамів, як і всюди, відігравали чотири основні стихії (вогонь, вода, повітря й земля), зокрема як засоби лікування (наприклад, весняна вода). Таким же чином вірили саами, що різні хвороби «походять» з різних стихій.
Популярні народні медичні засоби у саамів були тваринного походження (зазвичай оленячого або ведмедячого). Так, кігті ведмедя, який подібно до того, як це було в інших фіно-угрів, вважався в саамів наймогутнішим звіром, прийнято було збирати в намиста-амулети. Саами вірили, скажімо, що для того, щоб позбутися зубного болю варто було лише провести таким намистом проти щік. Жири (ведмедячий, оленячий) використовували для приготування різних мазей. Також застосовували оленячі роги. Так, їх спалювали, вважаючи, що специфічний запах від цього має здатність відганяти лиху силу та всіляку нечисть. А з лівого оленячого рогу готували порошок або бульйон, який приймали щодня як оздоровлюючий засіб, бо вважалося, що його дія може подовжити життя та молодість. За допомогою цього ж порошку лікували безпліддя, полегшували перейми і пологи. Також за цим засобом закріпилась слава сильнодіючого збудника (у цій якості він має популярність у Скандинавії навіть дотепер).
Через специфічні умови життя, клімату і господарської діяльності саамам притаманні «свої» хвороби. Задля попередження цинги пили свіжу оленячу кров і споживали м'ясо у мороженому вигляді (струганина). Частими були шлункові захворювання. З метою компенсування браку рослинної їжі заздалегідь заготовляли внутрішній шар соснової кори, який після просушування товкли і, змішуючи за наявності з борошном, додавали в пійло (т. зв. заболонь) або варили (т. зв. соснова каша). Використання різноманітних трав і рослинних компонентів було дуже широким у саамській народній медицині — дослідник Т. Арнольд (Torbjörn Arnold) нарахував понад 120 видів різного зілля, яке використовували в медичних цілях. Для зупинки кровотечі й у замовляннях від хвороб використовували вільхові цурпалки — вільха, кора якої має червоний відтінок, вважалася священним деревом.
Взагалі замовляння було одним з дієвих способів лікування. У саамів побутувало знахарство, народні цілителі — нойди. Зазвичай, кожен сийт (община) мав свого власного нойда (іноді декількох). До них зверталися за потреби і перед ними схилялися, але водночас і побоювалися — побутували оповідки про лихих нойдів, змагання в силі між нойдами, нойдів-мерців (равків) тощо.
У минулому саами ховали небіжчиків у землі, загортаючи їх у бересту.

### Традиційний одяг

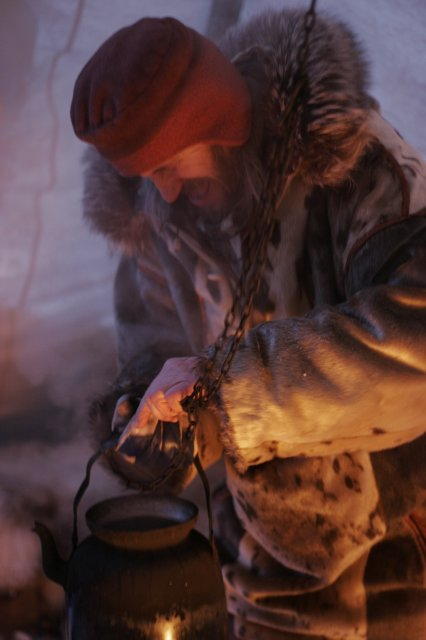
Саам за готівлею кави, Фінляндія, 2006.

Ще у XVII—XVIII століттях за основні матеріали у саамів для пошиття одягу правили оленячі шкури та шкури морських тварин, для оздоблювання вживали ровдугу (замшу) і фарбоване сукно, шкурки дрібних звірів. Пізніше саами починають купувати тканини (ситець, полотно, сукно) у заїжджих купців. Так само покупною була овеча пряжа, з якої саамські майстрині плели теплі грубі ноговиці, рукавиці, пояси тощо (у минулому все це робили зі шкури, наприклад рукавиці зі шкури оленячих ніг койбінца).

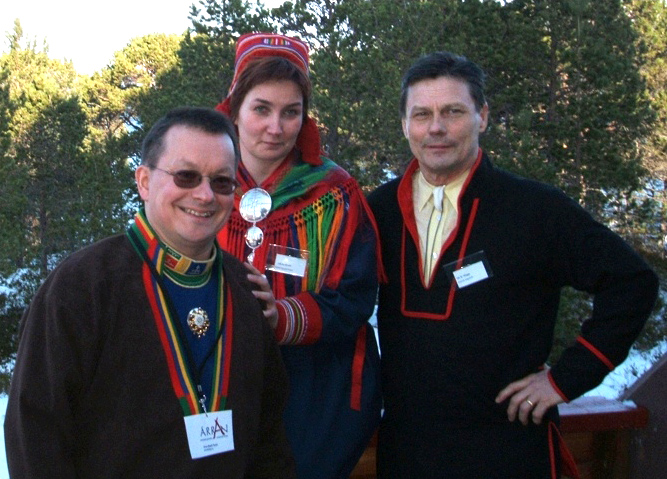
Саами у традиційних костюмах.

Традиційний чоловічий і жіночий одяг — юпа (або куфт, у скандинавських саамів ґакті) являв собою пряму полотняну або суконну сорочку з цільного обрізу тканини, складеного навпіл (удвічі). До нього пришивалися викроєні наперед комір, рукава, зазвичай звужені до зап'ястків, та іноді каптур. Комір зазвичай оздоблювався кольоровою тасьмою, як застібки застосовувалися ґудзики, часто перламутрові. Юпу щедро оздоблювали візерунчастими аплікаціями з клаптиків сукна. Чоловічі юпи підперезувалися шкіряним паском з підвішеним до нього ножем у ножнах, жіночі — прикрашалися тасьмою і бісером. Юпу (куфт) носили в теплу пору року. У пізніший час серед кольських саамів був поширений літній костюм, що побутував на півночі Росії, як в угро-фінів, так і росіян — ситцева сорочка і штани у чоловіків, пістрява спідниця на лямках на подобі сарафана (кохт) у жінок.
Зимовий верхній одяг саамів — песк (або мудд — назви у скандинавських саамів) або печо́к (назва, поширена у східних, російських саамів). Це одяг, наглухо зшитий з двох оленячих шкур навиворіт, що сягав колін, розширюючись донизу і мав високий стоячий комір, який стягувався ремінцями. Песк (печок) вдягали поверх юпи.
У саамів численні головні убори. Найвідомішим зараз, через яскравість, є картатий плетений з вовни гостроверхий ковпак, часто з довершенням у вигляді балабонів. Але за давнини найпопулярнішим зимовим головним убором як у чоловіків, так і у жінок були різноманітні за фасоном суконні на хутряній основі шапки́ (каппер). Літній головний убір жінок — шамшура, близька до кокошника фіно-угрів та росіян. Саамські дівчата до шлюбу носили на голові обруч (перевеське) — ознаку того, що дівчина на виданні.
Традиційне саамське взуття, як у чоловіків, так і жінок — влітку шкіряні (взимку хутряні) каньги з випнутими догори носами і ремінцями-обмотками (оборами), які обкручувалися довкруг ноги. Зимові високі (з халявами вище колін) чоботи — яри, також з випнутими носаками.

### Національна кухня
Основу харчування саамів взимку складала оленятина. М'ясо варили, смажили, в'ялили, морозили. Особливо вишуканими частинами туші вважалися тельбухи — мозок, серце, язик, шлунок, а також грудинка. У теплу пору року саами харчувались переважно рибою, озерною та річковою (щука, миньок, окунь тощо) — її також варили, смажили і в'ялили. Перші страви (супи) готували з птиці (куріпки).
Рослинна їжа мала менше значення в раціоні саамів. Проте влітку звичною справою було збирання і заготівля на зиму ягід (чорниці, брусниця, буяхи, журавлина, водянка і морошка). Зерно саами не сіяли, і тому печений хліб (ріські) саами почали споживати не раніше XVI—XVII століть — раніше він був і лишався тривалий період виключно житнім. Борошно для випікання хлібу було покупним, його також додавати у м'ясне вариво. Від сусідів саами перейняли звичай запікати рибу в тісті.
Основне джерело жиру для приготування саамської їжі — оленяче сало (пойда).
Картоплю й цибулю саами почали вживати лише на початку XX століття, і вони вважалися неабиякими ласощами.
З напоїв у саамів найпопулярнішим є чай, у скандинавських саамів у наш час — кава. Молоко важенок (самиць оленя) східні (кольські) саами, на відміну від західних саамів і фінів, вживали зрідка. Саами, як і інші північні народи, в силу фізіології схильні до алкоголізму, тому поширеним було і лишається дотепер готування і споживання браги.

## Духовна культура

### Міфологічні уявлення

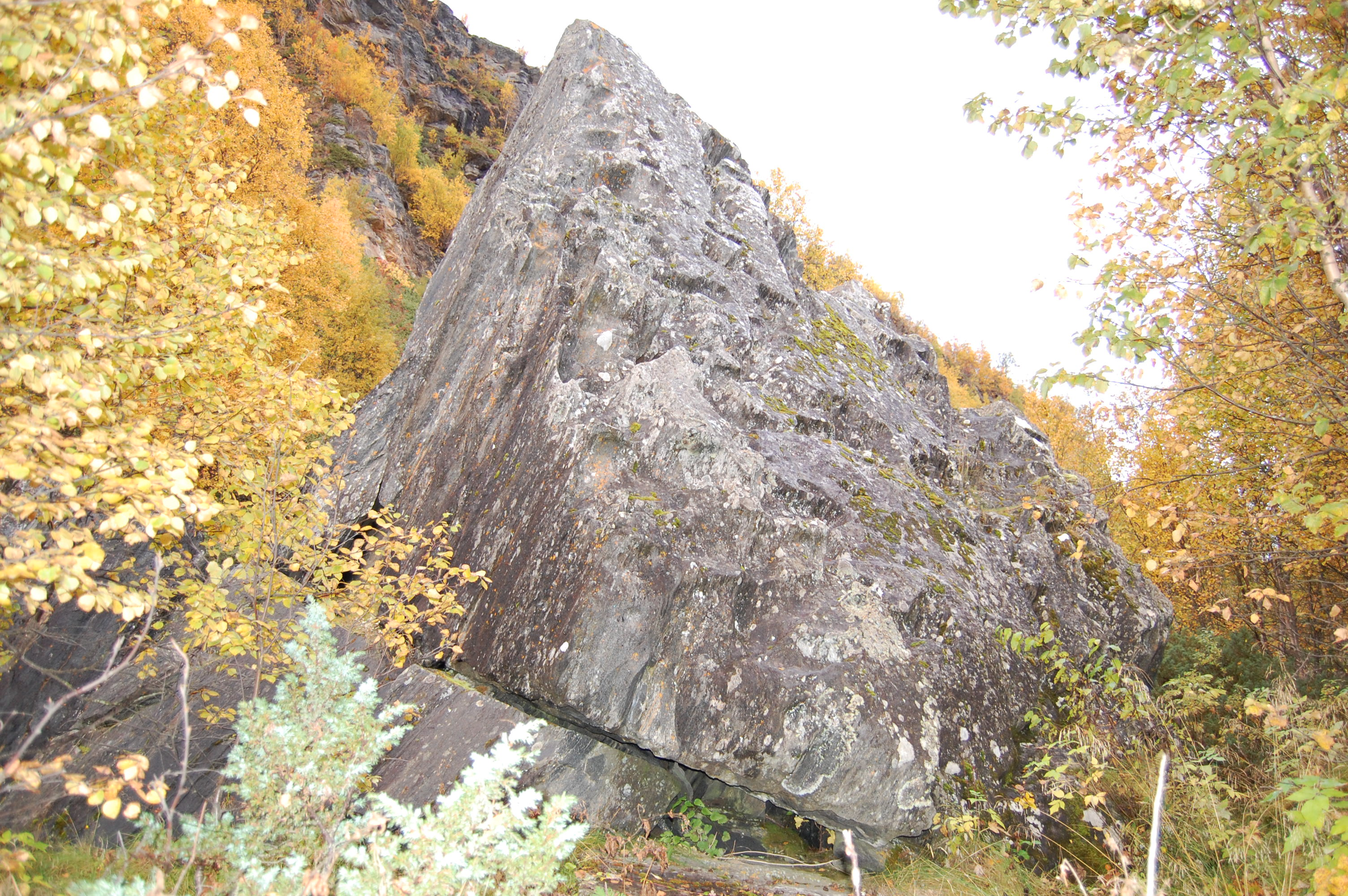
Брила Стаббен (Stabben) — сейд у Балсфьорді (Balsfjord), Норвегія

У саамській міфології збереглися дуже архаїчні прадавні вірування. Зокрема, за космогонічними уявленнями саамів, «Сонце — істота чоловічої статі: ранком він їде небом на ведмеді, у полудень — на ірвасі (самець олень-вожак стада), а ввечері — на важенці (самиця оленя). Та у своїй небесній оселі, Сонце знов стає людиною», а от Місяць — навпаки, це діва Акканійді (подібний міф відомий усім фіно-уграм, а також тюркам Поволжя, Сибіру і Центральної Азії), до якої сватаються чарівні наречені: ведмідь (священна тварина в усіх фіно-угрів) та Перкель (громовик, бог грому — цей вже образ зближує саамську міфологію з балтською — литов. Пяркунас і слов'янською — україн. Перун і білорус. Пярун). Антропоморфні риси за саамськими уявленнями має і північне природне явище полярне сяйво (саам. кускас, кевскус); його спалахи — це кров небесних воїнів, які ведуть непримиренний бій на небі. Грім і блискавку, як розповідає саамська міфологічна казка, замкнув у амбарі дідько, а саам, що найнявся до нього в робітники, з цікавості випустив на волю. Веселка за уявленнями саамів — це чарівний лук бога Тієрмеса. Міфологічною володаркою підземного життя та копалин є Вигахке (деякі казкарі цей саамський образ підміняють Бабою Ягою).
Що ж до нижчої міфології — у саамів зберігаються спільні для всіх фіно-угрів вірування в духів — хазяїв озер та річок. Існує вшанування священних каменів (скель, великих кам'яних брил), що пов'язане як з обожнюванням сил природи (анімізм), так і з культом предків. Навіть на початку ХХ століття деякі родини зберігали «сімейних божків» — загорнуті у дрантя камінчики. Також вшановували корчі і скелі, надто коли ті мали атропоморфні обриси (сейди). Деяким з них, що часто мали спеціальні назви, приписувались чудодійні властивості, їм приносили пожертви, у них просили заступництва і допомоги. Навіть у наш час окремі трагічні події на озерах і в горах сприймаються як дія ворожих таємничих сил, про що саами розповідають відвідувачам і журналістам.
Роль жерців у саамів відігравали нойди — шамани. Камлаючи, нойди застосовували бубен кобдас (у скандинавських саамів назва meavrresgárri) і спеціальний пасок почень.

### Народна творчість
Фольклор саамів включає казки (майнс): для дітей, цикли про Тала (недолугого людожера), про равки (вампіри), про чакхлі (підземні карлики) тощо. Поширені легендарні казки про природні явища та об'єкти, міфи (ловта́).
Близькими до епосу — героїчними казками є цикли про людину-оленя Мяндаша та культурного героя Найнаса. Історичні перекази саккі розповідають про міжплемінні війни, сутички з іноземцями (казкові іноземні вороги — чудь, під якою розумілись взагалі усі іноземці). Багато топонімічних легенд про капища, назви гір, річок, озер тощо. Саами також розповідають бувальщини бойса́ — переважно про зустрічі з нечистою силою, зокрема з людьми (жінками) — жабами, павуками аддзь, лісовиками варйєллє («лісові людці»), жителями скель пактйєллє, водяниками чадцйєллє тощо. Народні оповідання муштолли найчастіше описували події пережитого дня, інколи їх виконували у формі пісень.
Своєрідна пісенна творчість саамів, у якій значну частину посідає імпровізація. Характерною манерою співу саамів є йойк (joik). Зазвичай йойки виконуються а капела, це — горловий, навіть гортанний спів у повільному темпі зі значним емоційним забарвленням (найчастіше — журба, жаль або злість і незгода). Йойки могли призначатись птахам (і тоді це було звуконаслідування) або виконувалися спеціально з нагоди якихось подій. Йойки могли бути піднесені (радісні, суворі), сумні або меланхолійні. Християнські місіонери і священики вважали їх «диявольськими піснями» і нещадно переслідували за їх виконання. За давнини йойки співалися і під акомпанемент гри на музичних інструментах.
У фольклорі саамів також поширені влучні народні вислови — прислів'я та приказки.
Найвизначніший дослідник етнографії кольських саамів — Володимир Володимирович Чарнолуський (рос. Владимир Владимирович Чарнолуский), який багато років свого творчого життя віддав дослідженню цього народу, видав численні книги і збірки саамського фольклору. Найповніше російськомовне зібрання прозової народної творчості кольських саамів в упорядкуванні Є. Я. Пації за редакцією Г. М. Керта побачило світ у Мурманському книжковому видавництві в 1980 році.

## Світовий внесок і сучасна культура

### Внесок у світову цивілізацію
Серед відомих у світі особистостей, які мають саамське походження, варто відзначити Ларса Леві Лєстаднуса, зачинателя пуританського руху в Скандинавії, і цілу плеяду сучасних норвезьких, фінських і шведських музичних виконавців і митців — музикантів, художників, театральних і кіно-режисерів, акторів тощо, в тому числі і норвезького кінорежисера Нільса Ґопа (Nils Gaup), номінанта на премію Оскар у 2008 році. До речі, кар'єру починав Нільс Ґоп у найвідомішому національному саамському театрі, першому (з 1981 року) і тривалий час єдиному в своєму роді, — Beaivváš Sámi Theatre.
Серед саамів є і сучасні політики — перший президент Норвезького саамського парламенту і перший голова Постійного форуму з питань корінних народів при ООН Олє Генрік Маґґа (Ole Henrik Magga) та перший саамі-міністр у норвезькому уряді Гельґа Педерсен (Helga Pedersen), що обіймає посаду міністра рибальства і прибережних питань.
Саамське коріння по материнській лінії має відома голлівудська актриса Рене Зельвегер.
Співачка Mari Boine відома своїми музичними творами, що поєднують джаз, рок та йойк.

### Сучасна культура
У країнах Скандинавії здійснено низку заходів зі збереження і головне — розвитку сучасної культури саамів.
1) У галузі ЗМІ — у Норвегії, Швеції та Фінляндії на телебаченні (національні канали) щоденно транслюються випуски новин

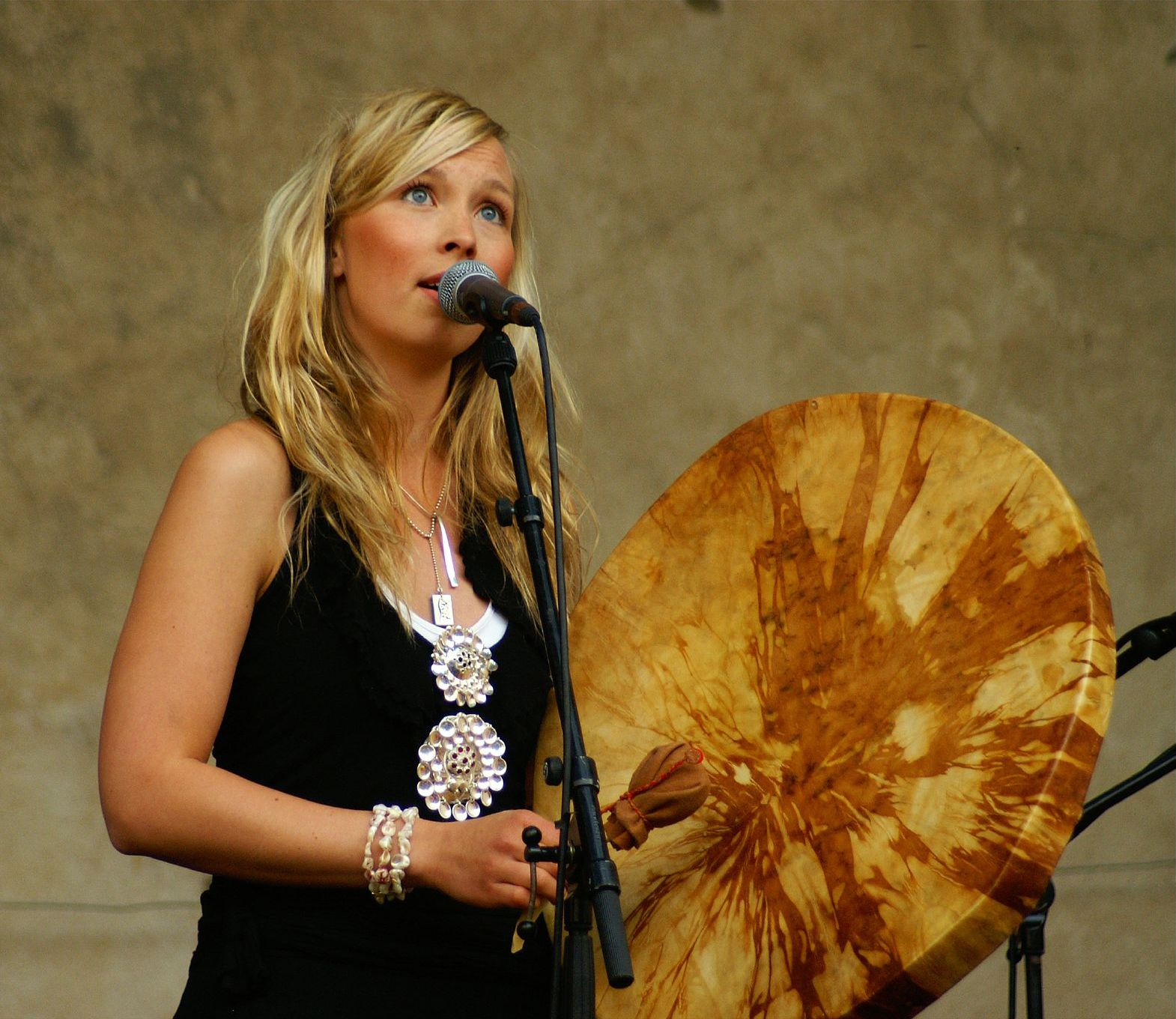
Саамська вокалістка і музикант Sofia Jannok виступає у шведському культурному центрі, Париж.

саамською, постійно виходять дитячі телепрограми; працюють саамські радіостанції; виходять друком два саамські тижневики Min Áigi, Áššu, інші часописи тощо.
2) У сфері освіти — навчання у початковій школі саамською провадиться як у Скандинавії, так і в Росії; вищу освіту саамською можна здобути у Sami University College (Каутокейно, Норвегія), саамські студії організовані також у ряді інших університетів регіону, зокрема в Університеті міста Тромсьо (Tromsø) саамська вивчається не як іноземна, а як рідна.
3) У галузі культури — діють два саамських національних театри театр Beaivváš у норвезькому місті Каутокейно та саамська театральна трупа в місті Кіруна (Швеція); видаються збірки прози і поезії авторів різними діалектами саамської мови; функціонують національні музичні і фольклорні колективи, виступи яких з успіхом проходять і поза межами Скандинавії.
4) Останнім часом у регіоні проживання саамів активно розвивається туризм. Цьому сприяє також проведення численних національно-культурних і фольклорних фестивалів і свят. Найвідоміший із них — музичний Рідду-Рідду (Riddu Riđđu) у Олммайваґґі (Olmmaivaggi, нюн. Manndalen) в муніціпії Ґайвуотна (Gáivuotna нюн. Kåfjord) в Норвегії. Серед найпопулярніших також великодні святкування, що відбуваються у Каутокейно, та урочистості з нагоди весняної міграції оленів до узбережжя у Карасьйок (Karasjok). Ці фестивалі поєднують як традиційну культуру, так і сучасні тенденції, як наприклад, перегони на снігоходах.

## Цікаві факти

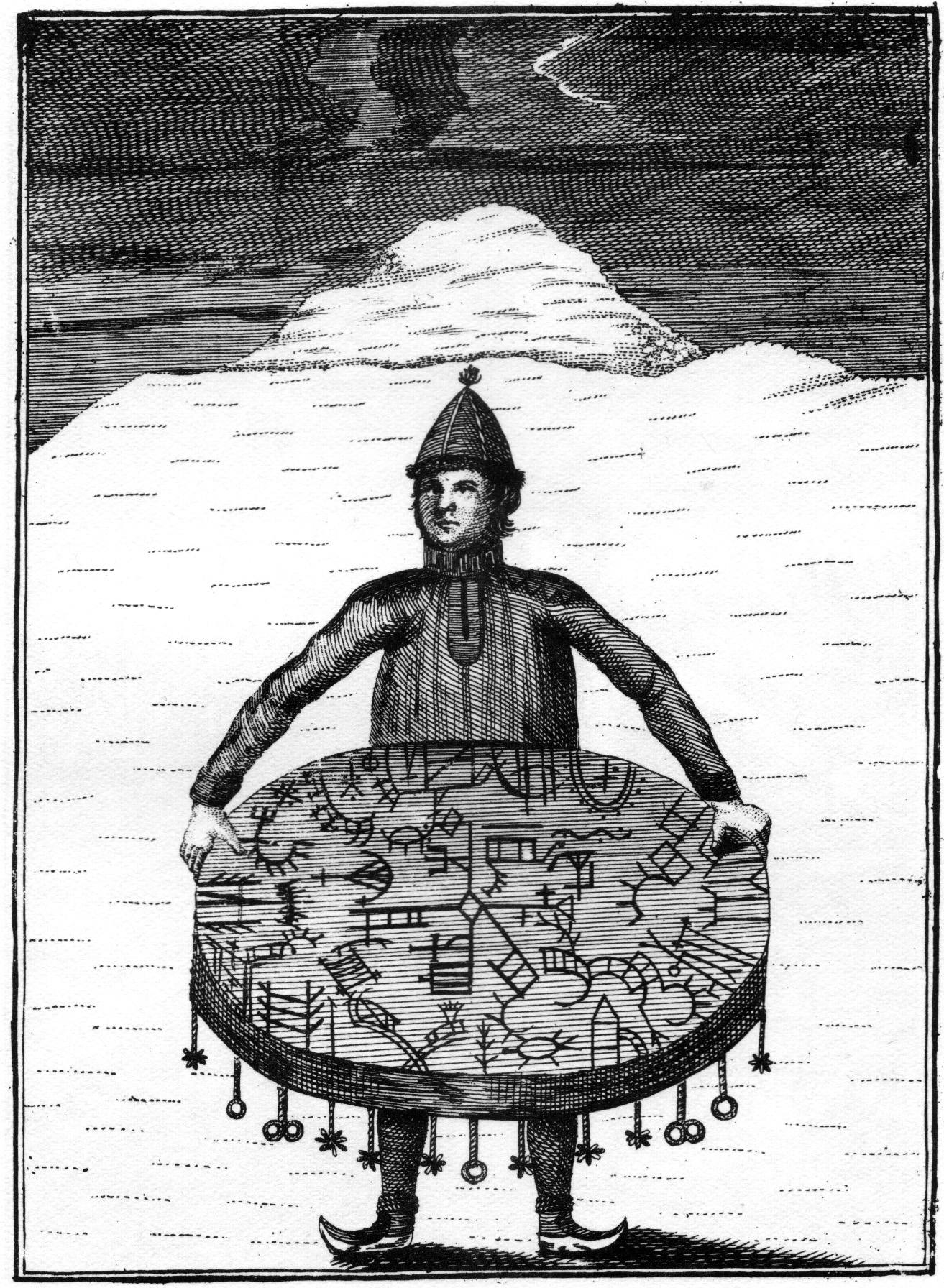
Шаман з магічним бубном, мідьорит XVIII ст., Норвегія

- Як справедливо зазначає В. Петрухін у книзі «Міфи фіно-угрів», «Саамів сусідні фіни і скандинави вважали не тільки вмілими мисливцями, але й небезпечними чаклунами-шаманами: до них навіть вирушали вчитися чаклунства».[27] І справді, вже наприкінці XII століття данський хронікер Саксон Граматик називає саамів майстерними лучниками и лижниками, а також магами і ворожбитами. Про саамських чаклунів знали на Московії. Представник Московської торговельної компанії Джером Герсей писав, що перед смертю сам цар Іван Грозний звелів доставити з півночі — з земель між Холмогорами і Лапландією — велику кількість чаклунів. Шістдесятьох цих знахарів тримали в Москві під вартою, і тільки фаворит царя Богдан Бєльський мав до них доступ, щоб дізнаватися про ворожіння, які вимагав цар.

- Саамська мова дуже багата і зберігає в собі таємницю походження саамів. Саме саамській мові ми завдячуємо назву Кольського півострова (стара назва Кола — по-саамськи «щедрий на рибу») і слово тундра, що увійшло в міжнародну лексику. За саамами, тундра — це гірська гряда, бескиди або окрема гора, плоскогір'я тощо, вкриті збідненою рослинністю.

Саам-оленяр пестливо ставиться до свого годівника о́леня й має в запасі більш ніж десять слів на позначення цієї незамінної тварини, в тому числі і слово, що увійшло в активну російську і поморську лексику (в українській мовознавці його не фіксують): ваджь (рос. важенка) — самиця оленя, гірвас, ірвас — самець-олень, шардун — олень у період гону, яловка (також у поморів) — важенка, що не отелилася, та інші.
Ще одне саамське слово, пов'язане з оленями, також закріпилося в російській мові (і в принципі є міжнародним) — це камуси, тобто назва тонкої шкури з оленячих ніг. Та одному саамському слову зі сфери оленярства за посередництва російської таки вдалося «потіснити» український відповідник «оленячий мох» — це слово ягель. Знов-таки, для позначення різновидів оленячого моху саамська мова має багато слів. А от слово вежа, яке прижилося в російських саамів на позначення житлового намету (інакше кота), — це очевидне запозиченням зі слов'янських мов. Ще один цікавий словесний збіг — у саамів назва хліба ріскі, ріські і український зворот не мати і ріски (рісочки) хліба (у роті) (мабуть, все-таки етимологія цього звороту радше пов'язана зі словом рис, хоча звертає на себе увагу вживання слова ріска саме через «і»).
Саамська мова аж ніяк не збіднена, попри суворі умови життя її носіїв, їй притаманні нехай рідкі, нехай незвичні і грубуваті для вуха невтаємниченого, але дуже поетичні звороти і описи, як про жіночу вроду: «сонце спізнилось зійти, бо побачило її дівочу красу»; або з описання країни достатку: «у цих краях течуть криваві ріки з оленячих легенів, а замість каміння оленяча печінка», або поетична назва Чумацького Шляху в саамів — Зоряний пояс.
- Міжнародний день саамів відзначають щороку 6 лютого на честь події, яка сталася цього дня у 1917 році. Саме тоді в норвезькому місті Тронгейм відбулися перші саамські збори, на яких саами з Норвегії та Швеції, попри всі розбіжності й державні кордони, знайшли спільну мову і об'єдналися для розв'язання спільних проблем. Рішення про святкування Міжнародного дня саамів ухвалено на 15-й конференції Союзу саамів у 1992 році, і відтоді цей день є спільним святом усіх саамів світу, а в Норвегії навіть днем офіційного здійняття саамського прапора (з 2004 року)[31].

- На основі застарілої назви саамів (лопь, лопарі) названо мінерал класу оксидів і гідроксидів — лопарит.

- Дуже своєрідним є саамське чаювання. Раніше через дорожнечу чай пили тільки раз на день або й рідше. А найвишуканішим вважалось чаювання з цибулею за таким рецептом: цибулю краяли на тоненькі скибочки, а тоді вмочали їх у чай і отак чаювали.

- Цікавим є орієнтування саамів на місцевості — за дороговкази їм правили зарубки на деревах. Зарубка на дереві — один із елементів саамської культури, і має багатофункціональне значення. Зарубки були різними за формою і манерою виконання, відповідно, призначалися як для вказівки напрямку стежки, так і правили межовими знаками — позначали територію як родинних, так і сийтових мисливських або рибальських угідь[32]. Донині в лісах Кольського півострова етнографи натикаються на чимало старих зарубок на деревах.

## Вибрана бібліографія
- Алымов В. Лопари, М., 1930 (рос.)
- Боси Р. Лапландцы. Охотники за северными оленями. Серия: «Загадки древних цивилизаций»., М.: «Центрполиграф», 2004 (рос.)
- Волков Н. Российские саамы: Историко-этнографические очерки., Санкт-Петербург, 1996 (рос.)
- Кастрен М. Путешествие по Лапландии, Северной России и Сибири (1838—1844, 1845—1849).,М., 1860 (рос. дореф.)
- Керт Г. М., Зайков П. М. Образцы саамской речи, Петрозаводск, 1988 (рос.)
- Кольские саамы в меняющемся мире. Коллективная монография., М.: Институт Наследия им. Д. С. Лихачева, 2008. 96 с. (рос.)
- Косменко А. П. Народное изобразительное искусство саамов Кольского полуострова XIX — XX веков: Этнографический очерк., Петрозаводск, 1993 (рос.)
- Лукьянченко Т. В. Материальная культура саамов (лопарей) Кольского полуострова конца XIX — XX в., М., 1971 (рос.)
- Манюхин І. С. Происхождение саамов, Петрозаводск, 2002 (рос.)
- Немирович-Данченко В. И. Лапландия и лапландцы, Санкт-Петербург, 1877 (рос. дореф.)
- Петрухин В. Мифы финно-угров., М.: «Астрель АСТ Транзиткнига» [Архівовано 23 травня 2008 у Wayback Machine.] // Саамская мифология, стор. 154—194 (рос.)
- Саамские сказки, М., 1962 (рос.)
- Саамско-русский словарь/Афанасьева Н. Е., Куруч Р. Д., Мечкина Е. И. и др./, М., 1985
- Ушаков И. Ф. Кольская земля: Очерки истории Мурманской области в дооктябрьский период., Мурманск, 1972 (рос.)
- Харузин Н. Н. Русские лопари, М., 1890 (рос. дореф.)
- Хомич Л. В. Саамы, Санкт-Петербург, 1999 (рос.)
- Чарнолусский В. В. Материалы по быту лоперей, Ленинград, 1930 (рос.)
- Idem, В краю летучего камня, М., 1972 (рос.)
- Idem, Легенда об олене-человеке, М., 1965 (рос.)
- Черняков З. Е. Кольские лопари, Ленинград, 1931 (рос.)